# David Cholmondeley

David Cholmondeley

Het wapen van Cholmondeley. De graanschoof symboliseert het oude graafschap Chester en verwijst naar de familieoorsprong.

David George Phillip Cholmondeley (Cholmondeley Castle, Cholmondeley, 27 juni 1960), 7e markgraaf van Cholmondeley, was de grootkamerheer van de Britse koningin Elizabeth II. Hij is de zoon en erfgenaam van Hugh Cholmondeley, 6e markgraaf van Cholmondeley.
Cholmondeley heeft onder de naam David Rocksavage tevens gewerkt als filmregisseur.

## Grootkamerheer
Hij was ceremonieel grootkamerheer aan het Britse hof tussen 1990 en 2022, in opvolging van zijn vader, waardoor hij verantwoordelijk was voor het koninklijk gedeelte van het Paleis van Westminster. Na het overlijden van koningin Elizabeth II verloor hij zijn functie, waarna hij werd gepromoveerd tot ridder grootkruis in de Orde van Victoria. Hij werd opgevolgd door Rupert, 7e baron van Carrington.
Cholmondeley, een persoonlijke vriend van koning Charles, is gehuwd met Rose Hanbury. Het echtpaar heeft drie kinderen: de tweeling Alexander en Oliver, en Iris. Oudste zoon Oliver was erepage van koning Charles tijdens diens kroning.
Het gezin woont op het landgoed van Houghton Hall.

## Titels
- Burggraaf van Malpas tot 1968
- Graaf van Rocksavage tot 1990
- 7e markies van Cholmondeley

- Gemeinsame Normdatei: 1068199342
- International Standard Name Identifier: 0000 0000 5240 7807
- Library of Congress Control Number: nr2004011998
- Union List of Artist Names: 500275059
- Virtual International Authority File: 14698705
- WorldCat: E39PBJm4TT9dpDvw4CXDw4kYyd